# Nagyszentmiklósi kincs

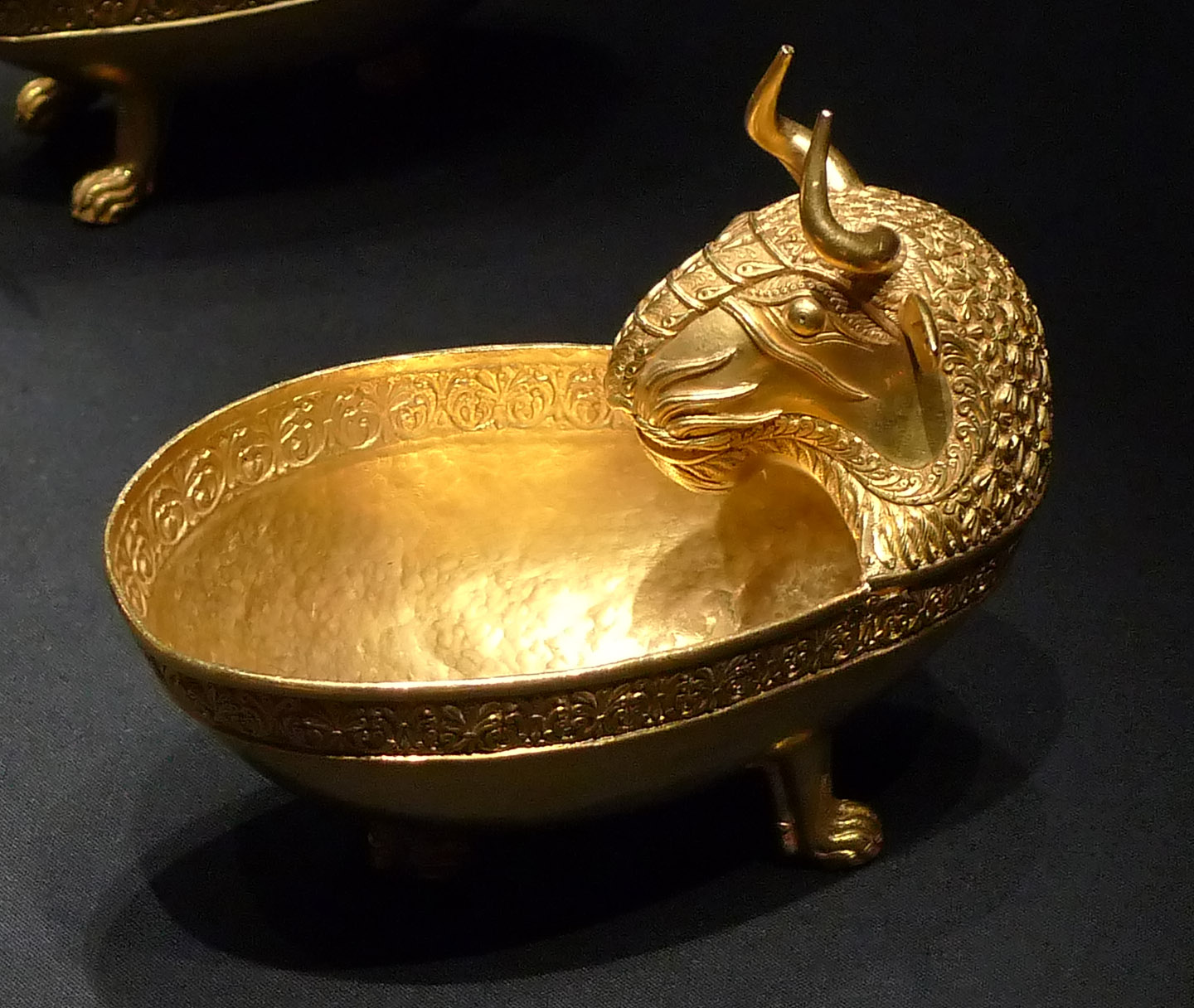
A nagyszentmiklósi kincs bikafejes ivócsanakja, magassága 10,6 centiméter, hossza 12,2 centiméter, súlya 283 gramm, űrtartalma 2 deciliter.

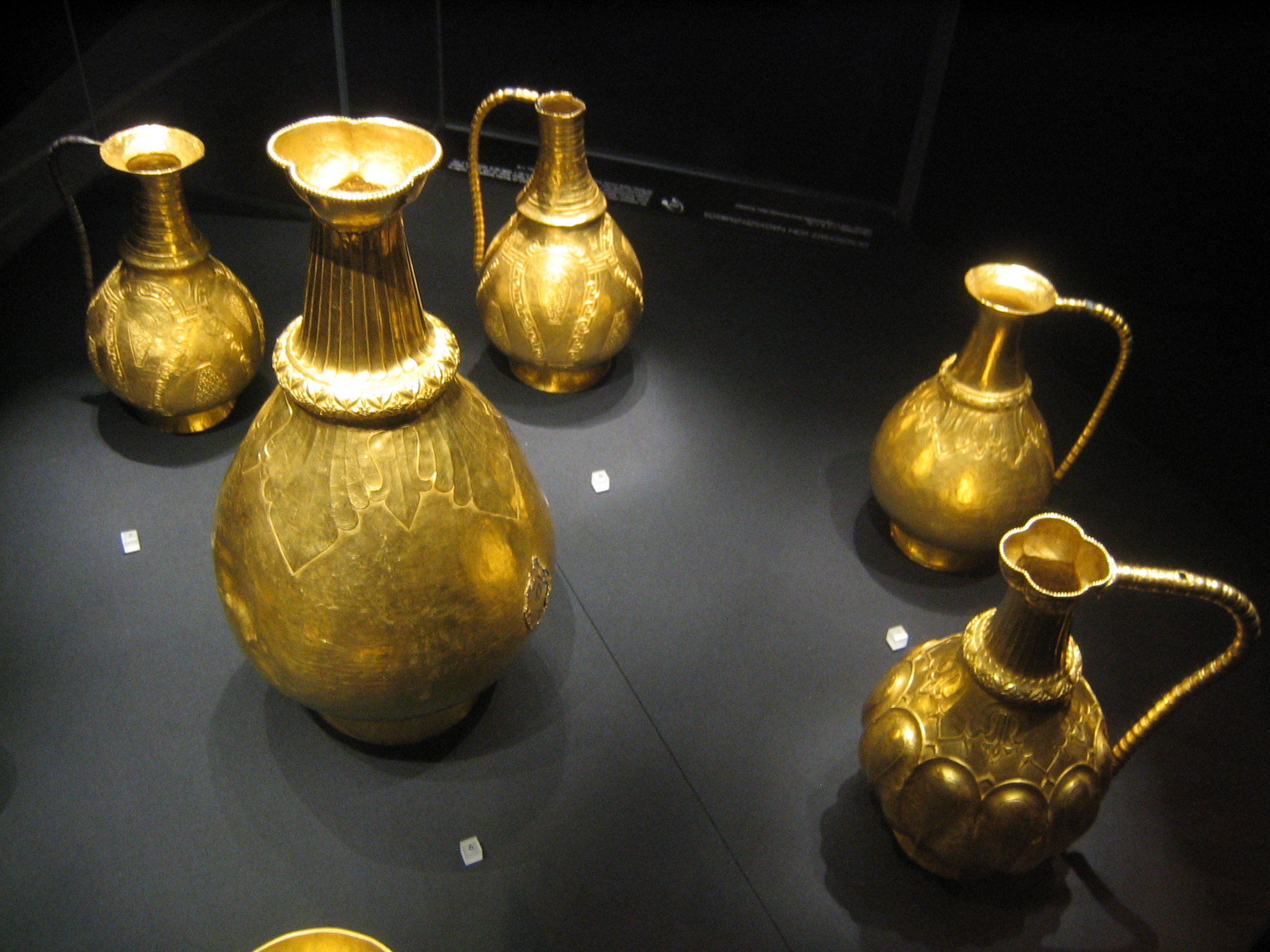
A nagyszentmiklósi kincs egyes darabjai

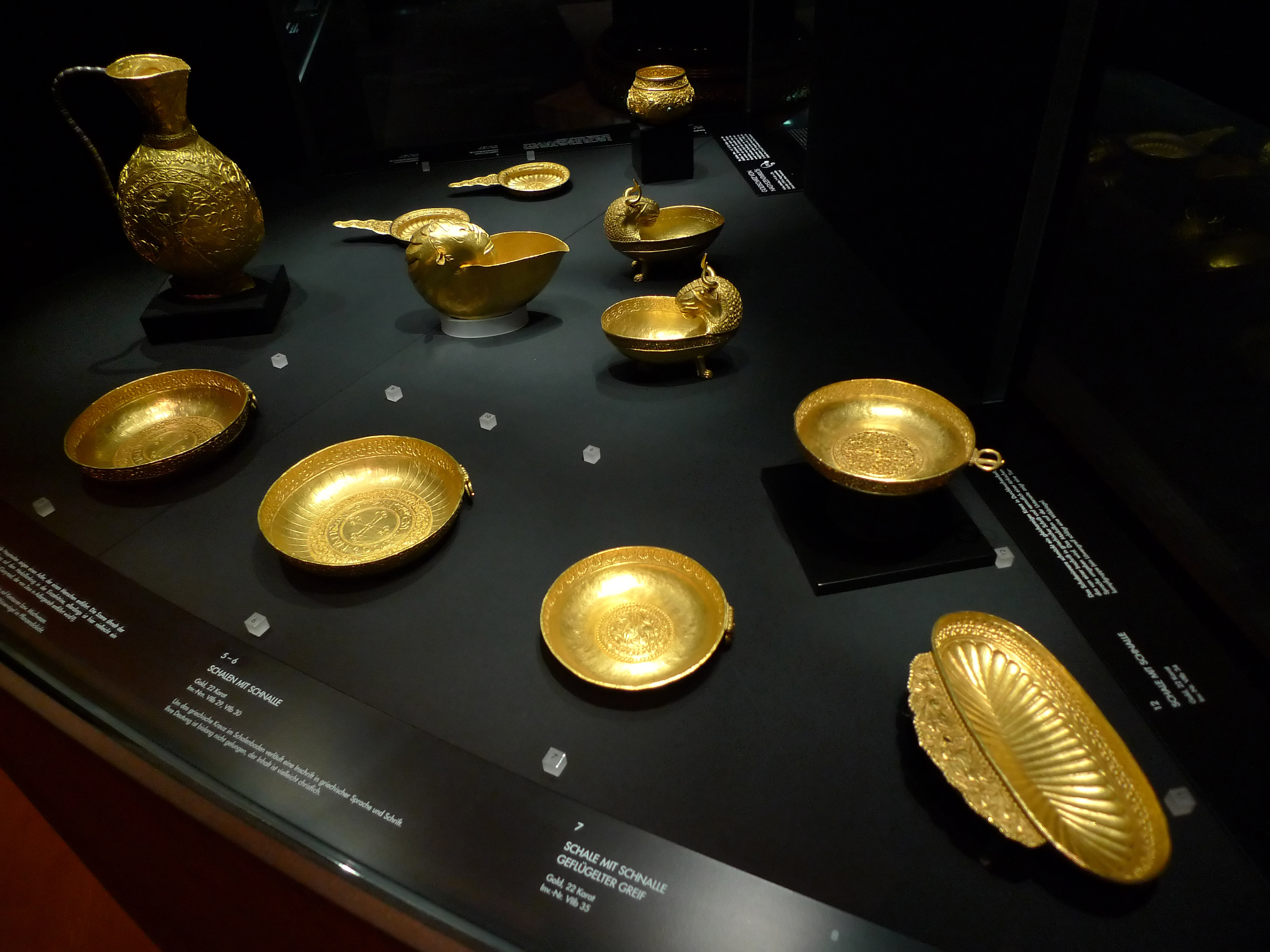
A nagyszentmiklósi kincs egyes darabjai

A nagyszentmiklósi kincset 1799-ben találták a Temes megyei Nagyszentmiklós határában. 1799. július 3-án egy szerb szőlősgazda árokásás közben különleges leletre bukkant. A kincs 23 aranyedényből áll, összsúlyuk majdnem 10 kg. Előkerülése óta eredete heves viták tárgya volt, mivel az edények többségét nem egyazon időben és műhelyben készíthették. Valószínűleg az avar fejedelmi kincstár része lehetett, melyet a kaganátus végnapjaiban rejthettek el. 
1799. október 1-jén I. Ferenc magyar király intézkedésének eredményeként került a bécsi Császári és Királyi Régiségtárba. Jelenleg a bécsi Szépművészeti Múzeumban (Kunsthistorisches Museum) őrzik. Magyarországon a kincset először 1884-ben állították ki, majd a Magyar Nemzeti Múzeum alapításának 200. évfordulóján, 2002-ben volt ismét látható Budapesten. Legutóbbi szakszerű feldolgozása Bálint Csanád nevéhez fűződik. Az aranyedényeken számos rovásfelirat látható.

## Előkerülése
Az egykori hivatalos iratok alapján viszonylag (a többi véletlen folytán előkerült egykori kincshez mérten) jól rekonstruálhatóak az előkerülésének körülményei. Nagyszentmiklós a Marostól délre a Bánátban az egykori Aranka folyóhoz közel fekszik. Ez a terület az Alföld délkeleti része, síkság vagy ligetes sztyepp. A lelőhely a várostól délnyugatra a Szigetnek nevezett helyen volt. Ezen részt a kiszáradt Aranka folyó ölelte körül. A helyszíni megfigyelések alapján a kincsek árokból kerülhettek elő, mely valamiféle menedékhely védműve lehetett. Ezen megfigyelések azonban nem igazolják egyértelműen az árokból való előkerülést.
Az egykori akták szerint Vuin Neru szerb parasztgazda 1799. július 3-án a háza udvarán kerítésigazítás céljára árkot ásott. Ekkor akadt a páratlan kincsleletre, mely csak szeptember végére került a császári-királyi Régiségtárba, Bécsbe. A köztes időben a kincs útja görög és bécsi kereskedők kezén át vezetett Pestig, ahol Boráros János városbíró szedte össze. Az augusztus 3-án felvett leltárban szerepel egy 24. tárgy is. Ez egy aranyrúd volt, melyet beolvasztás útján nyertek. Állítólag ez az egyik bikafejes csésze letört szarvából származik. Kiderült az is, hogy 4 korsó fülét letörték. Valószínűleg más edényeket is ily módon megrongáltak. Vuin Neru felesége azt is bevallotta, hogy néhány kisebb tárgyat megtartottak, illetve beolvasztottak.

## Kutatásának rövid története

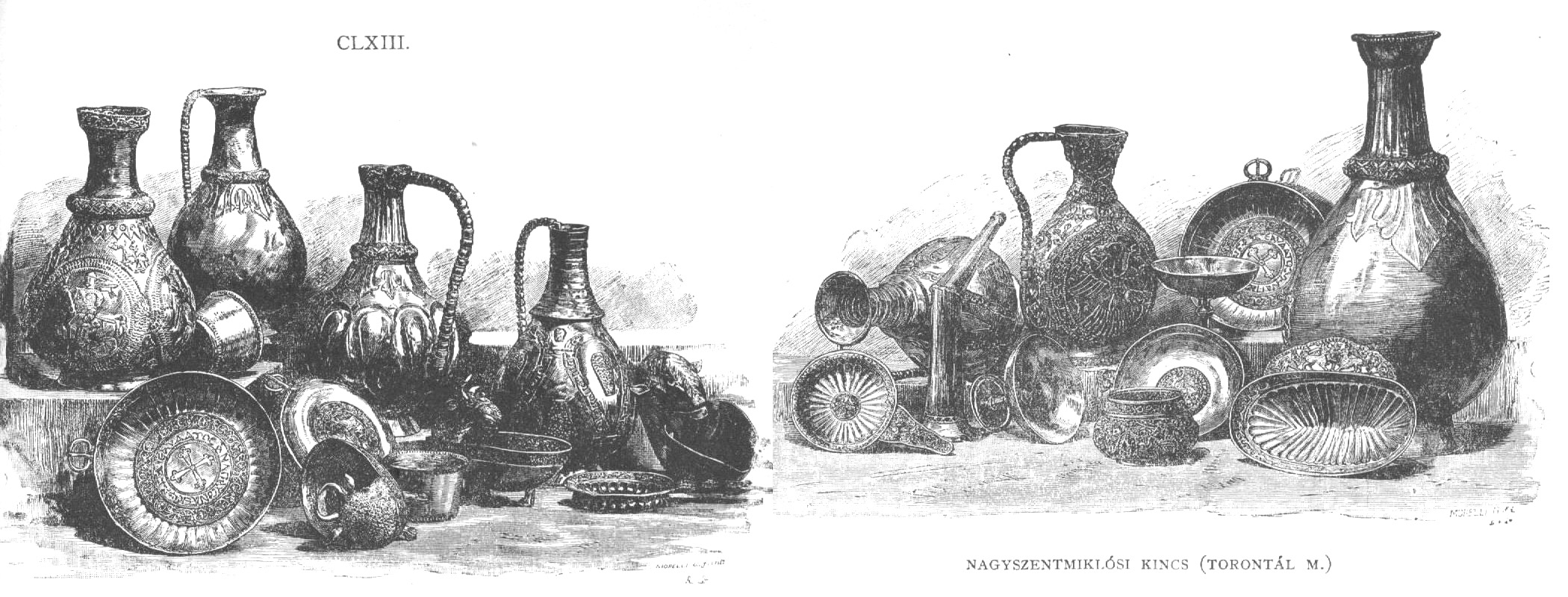
A nagyszentmiklósi kincs rajza

Első részletes leírása lovag Josef Calasanza Arneth 3 kötetes művében szerepel, mely a bécsi császári érem- és régiséggyűjteményének leltára. Hampel Józseftől származik az Attila kincse elnevezés, mely általánosan elterjedt, azonban hibás kormeghatározási koncepcióján alapult. A modern kutatásban 3 fő irányzat alakult ki: a késő avar 8. századi eredeztetés, a 9. századi bolgár és a 10. századi honfoglalás kori magyar eredet. László Gyula elemzésében a kincset a rovásírás megléte avagy hiánya alapján két részre bontotta: a fejedelem és a fejedelemasszony készletére. Ő azonban a kincset a honfoglalóknak tulajdonította, ami ma túlhaladott álláspont.
A kincs avar eredetére Bóna István állásfoglalása világított rá a legpontosabban. A magyar régészeti kutatás ennek nyomán hagyott fel a magyar eredet hirdetésével és azóta is az avarokat tartja a kincs tulajdonosainak.

## A kincs egyes darabjai
A szakirodalomban a Hampel-féle számozás terjedt el:

### 1. számú korsó
36 cm magas, 22 karátos aranyból készült füles korsó. Súlya 2149 g, űrtartalma 4,4 l. Füle letörött, de valószínűleg eredetileg is hozzá tartozott a többi korsóval ellentétben. A nyak és a törzs közti gyűrű alatt levélkoszorú (akantusz) fut körbe, hasonló de kisebb levéldíszek a has alján. Apró pontatlanságok alapján László Gyula kiforratlan mester művének gondolja, és koncepciója szerint a fejedelemasszony asztali készletéhez tartozott. A többi korsótól eltérő nagyobb űrtartalom azonban szerinte kétkedésre ad okot.

### 2. számú korsó

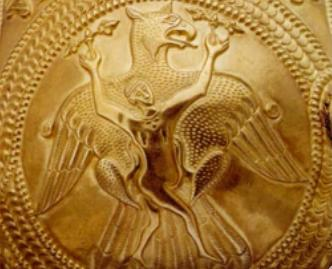
A nagyszentmiklósi kincs 2. számú korsójának egyik díszítése
égberagadási jelenet

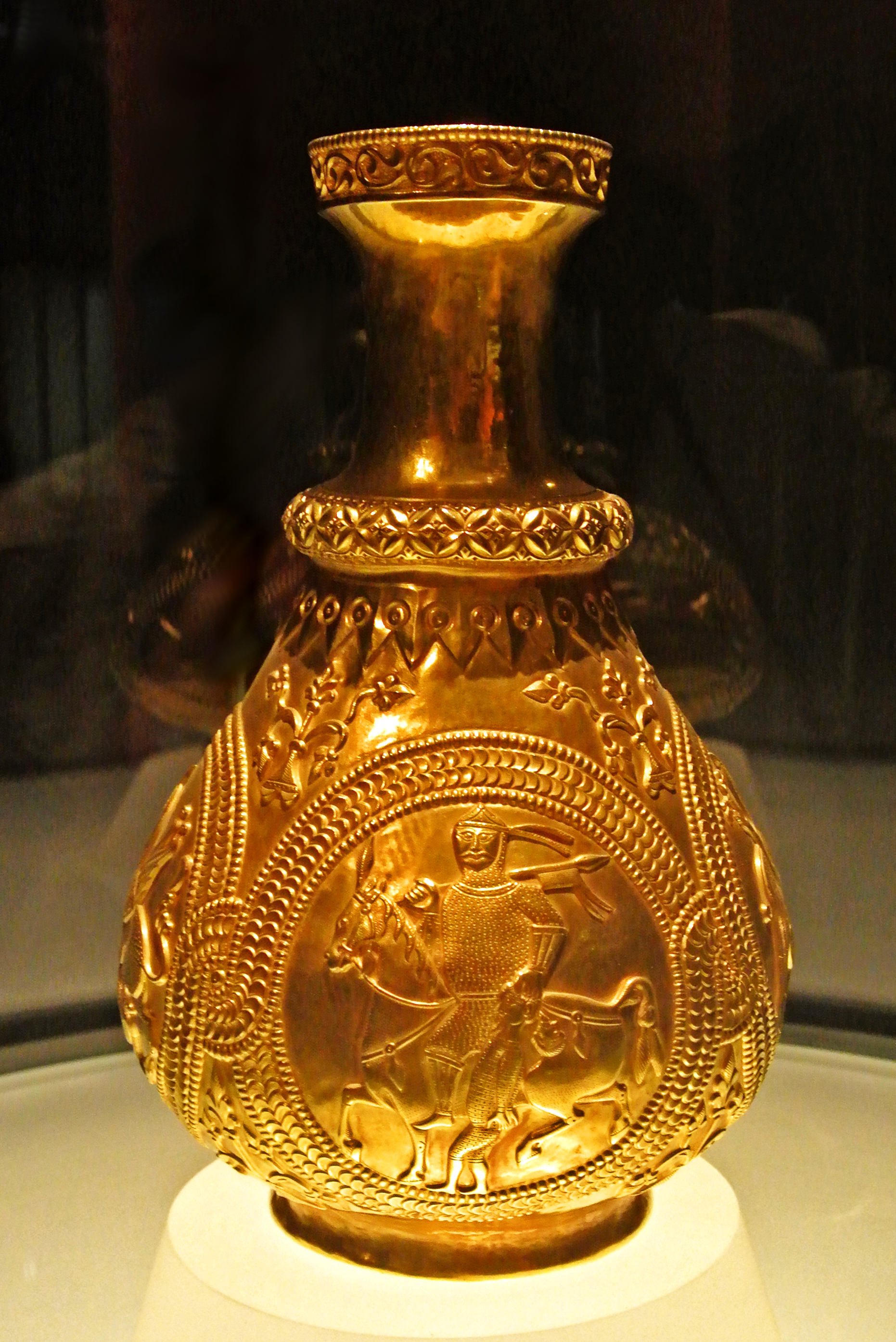
A nagyszentmiklósi kincs 2. számú korsó négy medallionba zárt ábrázolásának egyike
páncélos, lovas, "győztes fejedelem"

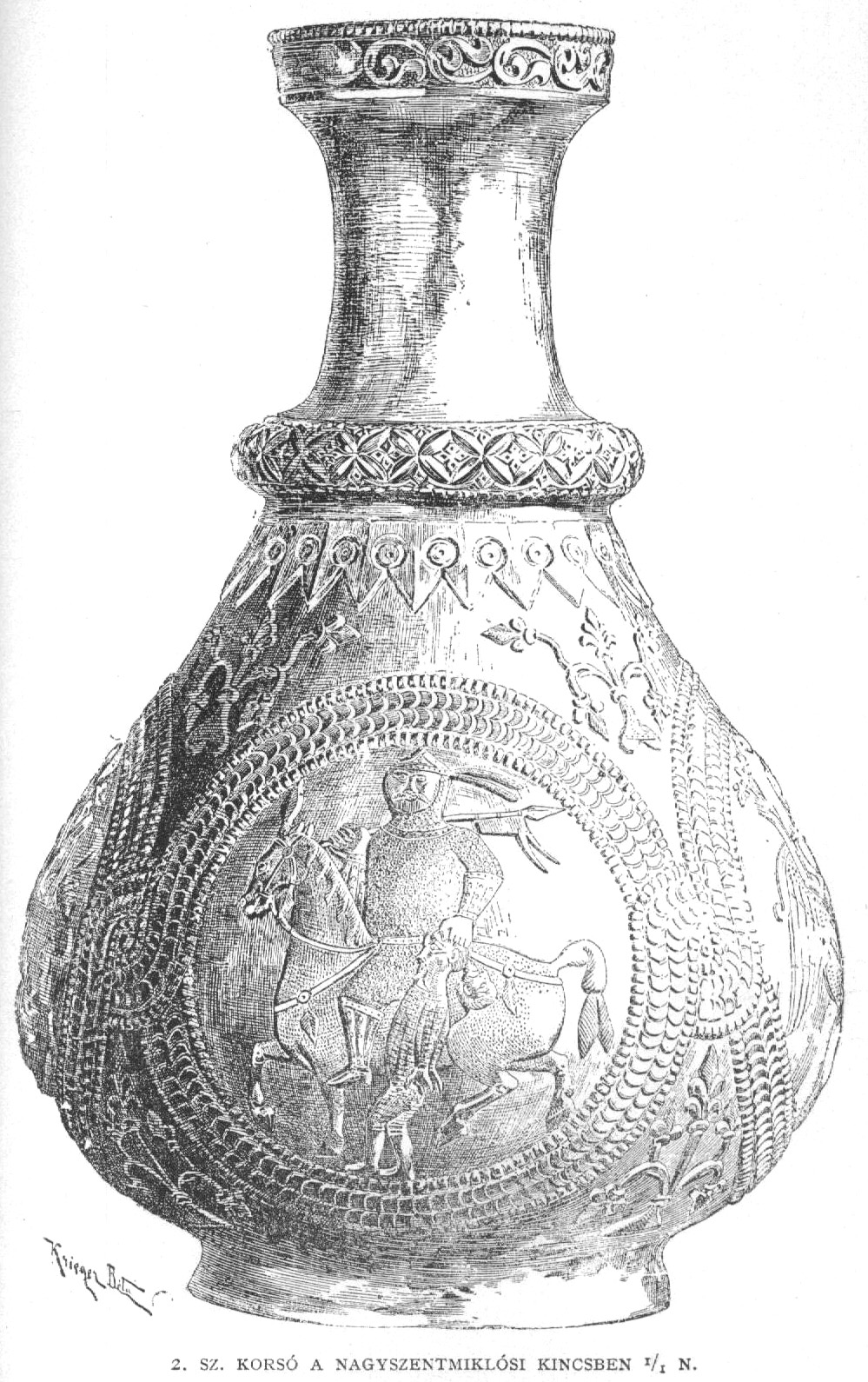
A nagyszentmiklósi kincs 2. számú korsója

| 2. számú korsó a "győztes fejedelemmel" | 2. számú korsó állatküzdelmi jelenettel (griff-szarvas) | 2. számú korsó Emese a turullal | 2. számú korsó az égi vadászat jelenetével |

22 cm magas, 18 karátos aranyból készült korsó. Súlya 608 g, űrtartalma 1,44 l. Elsőrangú mester műve. Eredetileg fül nem tartozott a korsóhoz, azt később forraszthattak hozzá, mely azonban elveszett. A mintákat a háttér visszakalapálásával alakították ki. Megjelenését három vízszintes sáv közé iktatott, íves vonalú, hengeres nyak és körte alakú test határozza meg. A szájperemet külön forrasztották fel, és ebbe vágták bele a lemezt a fül számára. A négy medallionba zárt ábrázolás a következő: páncélos, lovas, "győztes fejedelem"; állatküzdelmi jelenet melyben egy griff leteper egy dámvadat; "égi vadászat" amely egy emberfejes, szárnyas oroszlánon vadászó fejedelmet ábrázol; égberagadási jelenet.

### 3. számú korsó
21 cm magas, 19,5 karátos aranyból készült füles korsó. Súlya 656 g, űrtartalma 1 l. Az utólag ráforrasztott fül az antik tojássort utánzó mintával vörösrézből készült. Palástján a díszítést poncolt háttéren keresztek alkotják, melyek a kígyózó összekapcsolt lánc közti mezőkben találhatóak. 2 láncszem közti körben is keresztvésés látható. A láncfonat az igari és jutasi vezérleletek felé mutat, míg a poncolt hátterű indás díszítésű szájperem párhuzamait máshol kereshetjük. Ez is arra utal hogy utólag forrasztották rá a korsóra.

### 4. számú korsó
23,6 cm magas (száj nélkül), 19,5 karátos aranyból készült füles korsó. Súlya 631 g, űrtartalma 1,22 l. A vörösréz füle utólag került a korsóra és hatlapúra sarkított tojástagokból áll, melyeket vessző-pont-vessző díszíti és aranylemez fedi. A korsó egyéb díszítési módjában megegyezik az előzővel. A kereszteknek László Gyula régész-történész hatalmi jelvényt tulajdonított, és azt (tévesen) az Árpád-házi királyok udvarához kötötte.

### 5. számú korsó
21,3 cm magas, 20 karátos aranyból készült füles korsó. Súlya 710 g, űrtartalma 1,02 l. A nyak és a törzs közti gyűrű alatt levélkoszorú (akantusz) fut körbe, melyek szélét rovátkasor szegélyezi. Vörösréz fülét utólag forrasztották hozzá és szintén rápréselt aranylemez borítja. A korsó talpán bekarcolt rovásjegyek. Csallány Dezső régész szerint az "Elye-pek nagidisz" felirat megfejtése "Elye-bóg nagyúré". Megformálása a griffes-indás műveltséggel hozható kapcsolatba.

### 6. számú korsó
23,5 cm magas, 21 karátos aranyból készült füles korsó. Súlya 956 g, űrtartalma 1,25 l. Fülét utólag forrasztották rá és aranylemezzel vonták be. Szájperemének hólyagos (3 félgömbös) kialakítása az 1. korsóéhoz hasonló, azonban itt poncolt hátterű indadísz borítja, melyet felforrasztott, gyöngyözött huzal keretez. Palástjára a gyűrűről levélkoszorú csüng alá, alatta pedig kígyózó szalagminta fut körbe. A levelek szélét itt is rovátkasor szegélyezi. Lábazata és teste között domború vésett-poncolt átmenet van. Fenekén bekarcolt rovásírás található. Egészében a kialakítása nagy mesterségbeli tudásról árulkodik.

### 7. számú korsó
| 7. számú korsó égberagadási jelenettel | 7. számú korsó | 7. számú korsó égberagadási jelenettel | 7. számú korsó |

23 cm magas, 21 karátos aranyból készült füles korsó. Súlya 733 g, űrtartalma 1 l. Keresztmetszete nyomott ellipszis. A mintákat a háttér visszakalapálásával alakították ki, kivétel ez alól a lábon lévő vésett-poncolt sáv. Tojássort alkotó fülét utólag forrasztották fel (Mavrodinov szerint azonban eredetileg is volt a korsón fül). A két oldalán korongba zárt égberagadási jelenet ábrázolása látható, két keskeny oldalán pedig két-két mitológiai meselényen lovagló figura. Az ábrázolások mindegyikét leveles ágak tarkítják. A korsó száját két békára vadászó és két álló daru díszíti szintén ágak közt. Palástjára itt is levélkoszorú csüng alá, melynek szélét rovátkolás határolja.

### 8. számú "csemegés szilke"

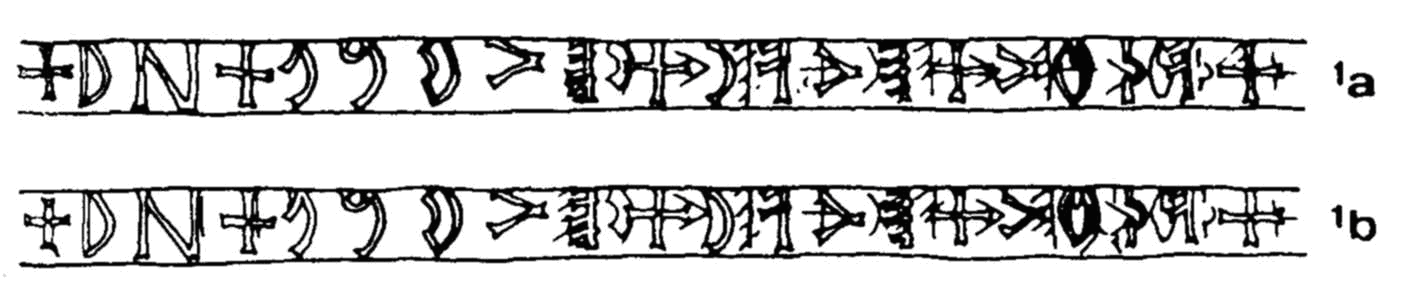
A Nagyszentmiklósi 8. sz. tál felirata.

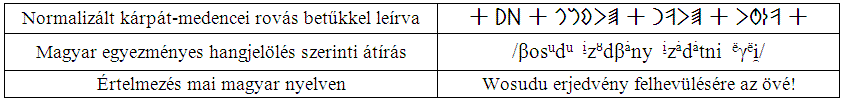
A nagyszentmiklósi 8. sz. tál feliratának lehetséges olvasata. Az itt olvasható "wosudu" a boza szó legkorábbi emléke, amely a -d kicsinyítőképzőt hordozza. Megjegyzendő, hogy korábban nem volt a magyar nyelvben /v/ hang, a w betűvel történő átírás a zöngés bilabiális spiránst /β/ jelöli, ami leegyszerűsítve a /b/ és a /v/ közötti hang.

17,7 cm hosszú, 3 cm mély tálka melyhez egyik oldalán 12,3 cm hosszú, 3,1 cm széles fogó kapcsolódik, melynek közepén lyuk található. 22 karátos aranyból készült. Űrtartalma 2,6 dl. Két párhuzama is ismert, melyeken szintén található lyuk de hornyolt sugarak nem. Az albán kincs és az adai temetőből előkerült példányok alapján László Gyula ivócsészének gondolja, melyet övre felfüggesztve viselhettek. Az edénytípus a fül formája alapján bizánci eredetűnek tekinthető
Peremét rovásírás fedi, melyet előzőleg belekarcoltak, majd az ötvös mély poncolással egyenletesen elosztva belevésett. A két lapból álló fogóját a rovásírás elkészülte után forrasztották rá. Alsó lapja vésett poncolt hátterű, felső állatalakos. A tál alsó felén a peremet szegélyező részt huzalfonatból készült fenyőág minta keretezi.
A felirat olvasatára lásd: Kárpát-medencei rovásírás.

### 9. és 10. számú görög feliratos lapos csészék kereszttel
|  |  |

A 9. számú csésze átmérője 14,7 cm, mélysége 3,4 cm, 22 karátos aranyból készült, súlya 287 g és űrtartalma 4,6 dl. Nem sokban tér el tőle párja 14,6 cm, 3,2 cm, 22 karátos arany, 305 g, 4,2 dl. Mindkettő három részből forrasztott: indás perem, sugarasan hornyolt gömbszelet, indás körgyűrű és benne a görög feliratos keresztes lemez. Az indás szalag háta elmosódott, ami kéregöntésre utal. László szerint a keresztes korongokat utólag forrasztották az eredeti kivágott ábrázolások helyébe. Ez és a kereszt alapján vallással összefüggő kapcsolatra gondol. A csészékre szintén utólag igazi csatot (9.) ill. csatkarikát (10. tövis nélkül) szereltek, amit azzal magyaráznak hogy a két csészét egyszerre egy szíjra fűzve hordták. A felvázolt hornyolásra, melyet valamilyen okból nem úgy készítettek vagy fejeztek be mint a 8. számú szilkén, oldalt a perem alatt kívülről rovásjeleket véstek.

### 11. és 12. számú pohárkák
A 11. számú pohárka magassága 4,7 cm, 19 karátos aranyból készült, súlya 74 g, űrtartama 1,2 dl. A 10. számú ehhez képest 4,7 cm, 20 karát, 70,8 g és 1,2 dl. Mindkét pohárkának volt füle, mely hiányzik. Szájukra két-, aljukon egyszeres öntött, gyöngyözött szegély van forrasztva. A gömbökön itt is poncütés látható. Aljuk külön lemezből van felforrasztva. A 11. számú poháron két rovásjel is található.

### 13. és 14. számú bikafejes ivócsanakok
|  |  |

A 13. és 14. számú ivócsanak szinte egyforma: 11 cm magas, 12,2 cm hosszú, 20,5 karátos arany, 283 ill. 284 g súlyú, 1,9-2 dl űrtartalmú. Több részből forrasztották őket: öntött lábak, kikalapált csésze, szegély, kétrészes fej, melyet már készen forrasztották rá a csészékre, fülek és szarvak. Állítólag, egyes kutatók szerint, piros zománcozás fedhette a díszítést. László a Nautiluszokhoz hasonlítja, melyekből szintén készítettek ivóserlegeket. A ragadozó-bika keverék fantázialény hátraforduló feje a csanakból ivóra néz.

### 15. és 16. számú nyeles tálkák
Az antik formájuk után paterának nevezett tálak hossza nyéllel együtt 16,2 és 15,9 cm, mélységük 1,6 és 1,8 cm. 21 karátos aranyból készültek, 103-104 g súlyúak és 0,7 dl az űrtartalmuk. A tálak közepén oroszlánfejű tengeri szörnyet (hippocampus, melyek a 19. szilkén is megtalálhatóak) ábrázoló lemezt külön domboríthatták és forrasztották rájuk. A két tál belső korongja némelyest eltér, ezekből sugarasan indulnak a vájatok a pálcikás palmetta díszű perem felé. A nyélen indadísz található. A szegélyt és a hullámos nyelet (talán csak utólag) is külön forrasztották rá. A 16. számú valamivel gyengébb kivitelű mint a másik, akárcsak a többi páros edényen. Hogy ebből lehet e következtetni valamire vitatható, hiszen tökéletes másolatot emberi kéz ma sem tud készíteni. A palmetták levelein pont-vessző minta található, valamint mindkét edényt rovásírással látták el.

### 17. számú ivókürt (rhyton)
Az ivókürt felső hossza 14,2, az alsó 13,6 cm, 12 karátos aranyból készült, súlya 117 g és 1,2 dl az űrtartalma. Két aranykúpból forrasztották össze, melynek végén levő gömbben lyukas rezgőlemez van, ezért bizonyára kürtként (is) szolgált. Két sor rekesz díszíti, melyekben üvegpaszta vagy zománc lehetett. Rovásírással is ellátták. Az avar fejedelmi sírokban a kürt méltóságjelvényként is funkcionált.

### 18. számú bikafejes ivócsanak, más néven a nautilus-csésze
Magassága 10,6 cm, hossza 16,2 cm, 22 karátos aranyból készült, súlya 483 g, űrtartalma 3,3 dl. A 13. és 14. számúhoz hasonlóan itt is a fejet külön készítették és forrasztották az ivócsanakra. A csésze azonban nem pontosan szimmetrikus. Szemgödreiből feltehetően üvegpaszta kitöltése hiányzik, ill. szarvait letörték. Általában befejezetlen munkának vélik, bár erre csak a 13. és 14. csészék alapos kidolgozottsága utalhat, mivel több félkész tárgy nem található a kincsben. Így lehetséges, hogy eredetileg is így használták. László ismét a nautiluszokhoz hasonlítja.

### 19. számú szilke
|  |  |

5,7 cm magas, 22 karátos aranyból készült, 217,5 g súlyú és 2,3 dl űrtartalmú szilkét hat korongba zárt tengeri szörny (hippocampus) díszíti. Ezek kecskefejű (2), oroszlánfejű, sasfejű, párducfejű és bikafejű alaposan kidolgozott szörnyeket ábrázolnak. A korongok közti teret a körben többszínű (kék és fehér) üvegpasztaberakás, míg a pálcikapalmetták közt bíbor zománc töltötte ki. Ezen rekeszeket alkotó mintát külön készítették és forrasztották az edényre. A szilkéről hiányzik fogantyúja és lehet hogy a fedele is.

### 20. számú lapos (omphalos) csésze
Átmérője 12 cm, mélysége 2,2 cm, 22 karátos aranyból készült, 179 g súlyú, 2,2 dl űrtartalmú csésze. Közepén díszes keretben griffábrázolás, melyet hátulról domborítottak, elölről poncoltak. A korongot és a keretet is külön készítették. A csat szíjra való felszerelésre szolgált.

### 21. számú omphalos csésze (Boila csésze)
|  |  |

Méretei alapján a 20. csésze párja: átmérője 12 cm, 22 karátos aranyból készült, súlya 212,1 g, űrtartalma 2,1 dl. Boila csészének is szokták nevezni görög betűs, de török nyelvű felirata nyomán. A középső pálcika palmettás keresztes korongot, melyet egykor zománc díszíthetett, külön forrasztották bele. Alján a középső korong hegyikecskére támadó szárnyas oroszlánt ábrázol. Oldalán szintén csat található. László mindkét csésze esetében kéregöntéses technikára gyanakszik a középső korongokat illetően.

### 22. és 23. számú kehely
Magasságuk 6,5 cm, a kupa átmérője 10 cm, 20,5 karátos aranyból készültek, súlyuk 213 g, űrtartalmuk 1,5 dl. Három részből forrasztották egybe: a cuppa, szár és a talp. A szár hatlapú hasáb, ezen található a tizenkét lapú gomb, mely szintén két részből készült. A forrasztás nyomát gyűrű takarja. A szárcső alját bevágták és lehajtva a talpra ráforrasztották. Mindkét kehely talpán rovásírás található. A 23. kehely talpán a karcolt és a poncolt rovásírás szövege nem egyezik.

### Feltételezett vagy elveszett részei

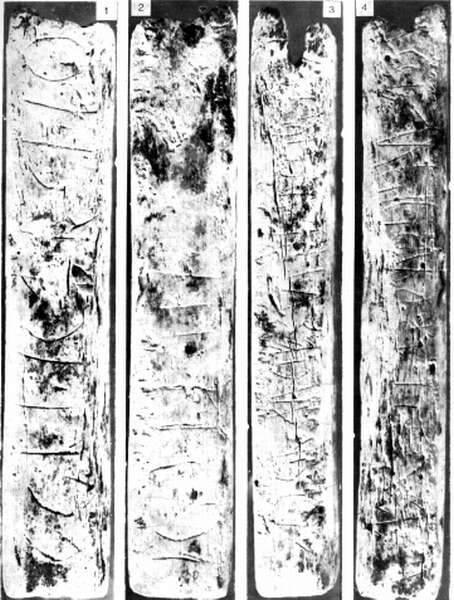
A szarvasi 67. késő avar kori sírban talált hasáb alakú csont tűtartó négy oldalán, összesen 59 betűből álló rovásfelirat látható. Ez az írás lényegében azonos az 1799-ben talált nagyszentmiklósi kincs edényein megfigyelhető rovásírással.

Egyes edények füleiből (például a "Nautilus" csésze szarva, 2 pohár füle, talán a 4. korsó szája, díszes szilke füle) már a találók és kereskedők aranyrudat olvasztottak. A fülek egy részét később a 19. században pótolták. A többi letört darabot később küldték fel Pestre és azokat szintén beolvasztották. A helyszínen végzett "ásatásokból" további leletek nem kerültek elő.
Ikonia vallomásában azt állította, hogy az edények alatt néhány apróság például fülbevalók is voltak, de azokat beolvasztották, hasonlóan egy edény füléhez. Ezen állítás azonban a hatósági vizsgálatok fényében kevésbé valószínű. A helyi hagyomány szerint egy nagyméretű kereszt is előkerült, amely a második világháborúban veszett volna el. Ennek azonban nehezen lehet hitelt adni.

## Az egyes darabok készülésének behatárolható ideje és értelmezése
Bálint Csanád elemzésében felveti a kincslelet egyes darabjainak lehetséges keltezési idejét is. E szerint a legkorábbi a párhuzamok alapján közép avar kori 17. számú ivókürt lenne (7. század közepe), míg a legkésőbbi a 2. számú korsó, amelyet a 8. század végére helyez, mivel azt véleménye szerint keveset használták volna.

## Hatása a tudományban és a művészetekben

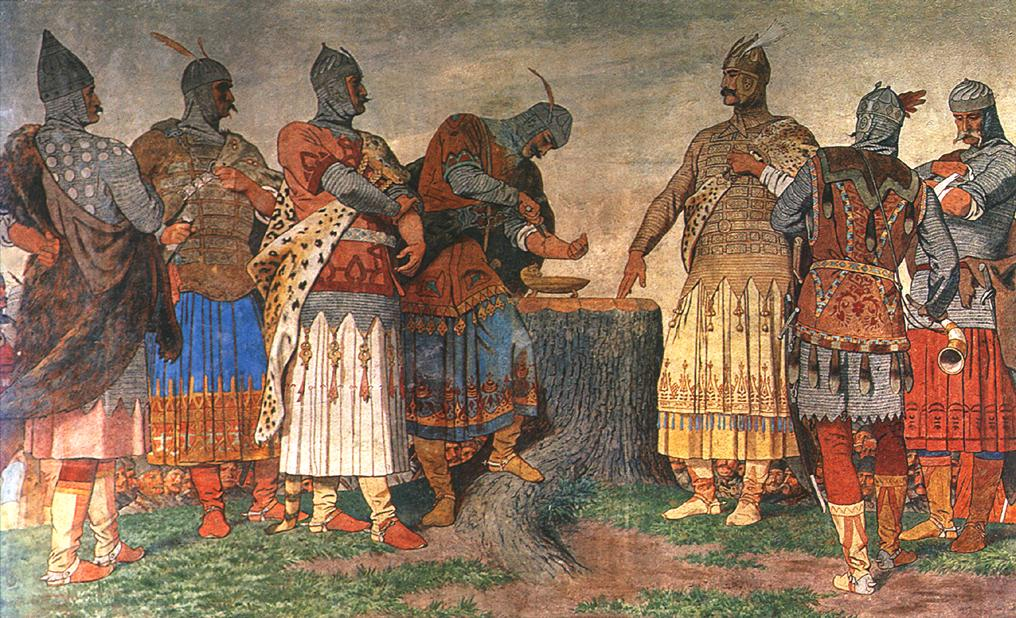
A vérszerződés (Székely Bertalan műve)
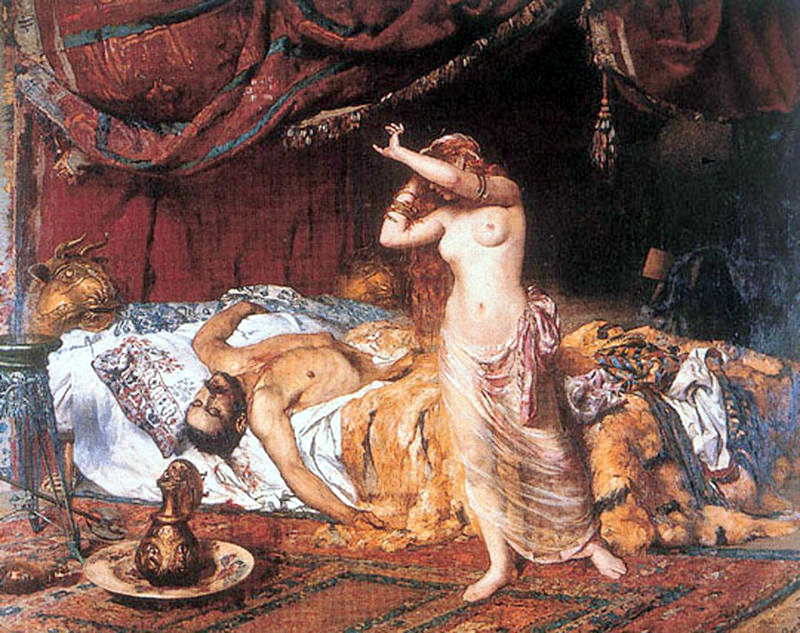

- Székely Bertalan 1896-ban festett Vérszerződés című freskóján is látható a lelet egy értékes darabja a bikafejes ivócsanak. A freskó a kecskeméti városházát díszíti.
- Paczka Ferenc 1884-ben festett Attila halála festményén szerepelnek a kincs egyes darabjai, ma a Krasznahorkaváraljai Galériában.
- Pulszky Ferenc síremléke a Kerepesi temetőben.
- Feszty Árpád Zsolt eljegyzése című festménye 1896-1898 körül.
- A Budapesten a Boráros téren álló emlékoszlop tetején látható az egyik bikafejes csésze kőből faragott, nagyított mása
- A pécsi (Széchenyi tér) Zsolnay-kút bikafejeit a páros nautiluszcsészéről mintázták[11]
- Kossuth-mauzóleum, 1909
- Munkácsy Mihály katafalkja, 1900
- Debreceni ravatalozó, tervezte Borsos József, 1932
- Királyhelmeci ivókút
- Kubinyi Anna textilművész két nagyméretű textilképe a 2. korsó jeleneteit dolgozza fel: “Nimród -az égi vadász” és “Győztes fejedelem – Attila” címen
- Aba Béla grafikusművész 1983-ban a 2. számú korsó díszítése alapján készítette az István, a király című rockopera eredeti plakátját. A motívum később a bemutató felvételét tartalmazó dupla album hátoldalán is feltűnik.[12]